# Buhăiești
Buhăiești – wieś w Rumunii, w okręgu Vaslui, w gminie Vulturești. W 2011 roku liczyła 825 mieszkańców.